# سرخكان (غرمسار كرمان)
سرخکان (بالفارسية: سرخکان) هي منطقة سكنية تقع في إيران في قسم غرمسار الریفي. يقدر عدد سكانها بـ 0 نسمة بحسب إحصاء 2016.